# SCREENホールディングス
株式会社SCREENホールディングス（英: SCREEN Holdings Co., Ltd.）は、京都府京都市にある半導体・液晶製造装置・印刷関連機器などの産業用機器を製造する企業グループの持株会社。大輪会の会員企業である。日経平均株価およびJPX日経インデックス400の構成銘柄の一つ。
京都府内に2カ所、滋賀県内に3カ所の工場がある。他に京都市伏見区に技術開発拠点「ホワイトカンバス洛西」、富山県に半導体製造装置の生産子会社、福島県に半導体製造装置の部品生産子会社、海外では中国・杭州に印刷関連機器の生産子会社を有する。国内7事業所、海外に32の現地法人がある。

## 概要

### 略史
1868年（明治元年）、石田才次郎が京都に創業した石版美術印刷会社「石田旭山印刷所」が同社のルーツである。「旭山」とは、創業者・石田の雅号である。
銅版印刷、石版印刷の時代を経て、写真画像の印刷に不可欠な「写真製版用ガラススクリーン」の国産化を目指し、同社内にガラススクリーン製造の研究部門を設置した。1934年に、特許を取得し製造技術を確立し事業化を目指して、1937年に研究部門が独立して「大日本スクリーン製造所」が誕生した。
1943年に株式会社として再編し、「大日本スクリーン製造株式会社（英: Dainippon Screen Mfg. Co., Ltd.）」がスタートした。社名の「スクリーン」は創業事業である「ガラススクリーン」に由来する。
「思考展開」を理念にガラススクリーン事業から印刷製版機器の開発・製造を進め、世界有数の製版機器の総合メーカーへと発展。ガラススクリーンの製造技術である「フォトリソグラフィー」を応用し、カラーテレビ用シャドーマスクや金属メッシュなどの電子産業用部品に進出した。その後、現在の主力事業である半導体製造装置、液晶製造装置など電子工業用機器へと事業を拡大した。
半導体製造装置、液晶製造装置事業が業績の75％を占める。海外比率は2007年3月期で62％。半導体（IC, LSI等）を形成する金属製薄板（シリコンウエハ：現在の主流は直径300ミリメートル）の洗浄装置や、液晶テレビ、パソコンの液晶ディスプレイ製造用の大型ガラス基板対応装置、また印刷版出力装置（CTP）では世界トップシェアを持つ。
2003年4月に「中期3カ年経営計画」を発表、業績目標を達成し、2006年4月より次の「中期3カ年経営計画」がスタートしている。2006年6月、社外取締役にオムロン会長・立石義雄が就任。
前会長の石田明は前身の「石田旭山印刷所」の創業者から4代目にあたる。
2014年、持株会社体制移行に伴い、商号を株式会社SCREENホールディングスに変更した。

### 業容
産業用機器メーカーではあるが、印刷関連分野でヒラギノをはじめとした各種ハイエンド文字フォントを開発、販売。ヒラギノは写研の流れを汲む字游工房制作のオリジナルフォントで、テレビ放送での文字テロップや各種書籍・雑誌によく使われるほか、Appleが積極的に採用していることでも知られる。Mac OS Xからオペレーティングシステムのシステム標準フォントとして採用され、同社iPhoneなどの機器の画面表示用フォントにも使用されている。
事務用大型複写機として開発した超大型フラットベッドスキャナAZEROオリジネータが人間コピー機として人気を博し、2003年には「直立型大型スキャナー」を開発、人間をコピーするだけでなく、京都府神社庁、京都国際文化交流財団が進める神社仏閣に保存される歴史的文化財のデジタルアーカイブ事業に協力。このほか東本願寺で行われている御影堂屋根瓦の修復作業において、葺き替える屋根瓦に寄進者の名前を印刷するインクジェット印刷機を開発し、東本願寺の境内に印刷ブースを設けて作業を実施中。
「京都サンガF.C.」のオフィシャルスポンサー、「京都ハンナリーズ」のトップユニフォームパートナーでもある。

## 沿革
- 1868年 石田旭山印刷所[注 2]創業。
- 1918年 石田式フィルム版の特許を取得。
- 1934年 写真製版用ガラススクリーンの国産化に成功。
- 1943年 石田旭山印刷所のガラススクリーン研究部門が独立、大日本スクリーン製造株式会社設立、社長に石田敬三就任。
- 1962年 大阪証券取引所2部、京都証券取引所上場。（京証は大証を経て現在東証に統合）
- 1966年 電子工業用超精密縮小カメラ「アンバサダー C-59」を開発。
- 1967年 東京証券取引所2部上場。
- 1969年 名古屋証券取引所2部上場。
- 1970年 東京、大阪、名古屋証券取引所各1部指定替え。（名証は現在上場廃止）
- 1981年 国産初の画像処理システム「シグマグラフ2000」を開発。
- 1992年 滋賀県に野洲工場を新設、半導体製造装置の生産力を強化。
- 1993年 印刷製版用統合システム「レナトス」を開発。
- 1995年 ダイレクト印刷版出力装置（CTP）「プレートライト1080」を開発。
- 1998年 半導体生産用直径300ミリウエハ対応半導体製造装置「FC-3000」を発表。
- 1998年 国産初のデジタル印刷システム「トゥループレス544」を開発。
- 1998年 滋賀県多賀に微細化と大口径化に対応した次世代の半導体製造装置生産拠点を構築。
- 1999年 ガラス基板サイズ第4世代対応液晶ディスプレー製造装置を開発
- 2000年 300ミリウエハ対応の枚葉洗浄装置「MP-3000」開発。
- 2001年 CTPサーマルタイプ「プレートライト8600」発表。
- 2001年 ガラス基板サイズ第5世代対応液晶ディスプレー製造装置を発表。
- 2002年 社内カンパニー制導入。
- 2003年 アップルコンピュータ（現・Apple）、アドビシステムズ（現・アドビ）、モリサワと共同でMac OS Xによる次世代DTPを推進するプロジェクトを発足。
- 2003年 ガラス基板サイズ第6世代対応液晶ディスプレー製造装置発表
- 2004年 新世代デジタル印刷システム「トゥループレス344」開発。
- 2004年 ガラス基板サイズ第7世代対応液晶ディスプレー製造装置発表
- 2004年 上海交通大学、立命館大学との3者間で「研究包括協定」締結。
- 2004年 文化財の電子保存事業に協力。（直立型大型スキャナーで京都府神社庁デジタルアーカイブ実行プロジェクトをサポート）
- 2004年 真宗大谷派（東本願寺）から瓦印刷事業業務を受託。
- 2004年 中国・杭州に印刷関連機器生産工場を建設、操業開始。
- 2005年 世界最大のインクジェットプリンターメーカー、英国インカ･デジタル・プリンターズ社を買収。
- 2005年 300ミリウエハ対応半導体製造装置「FC-3100」発表。
- 2005年 代表取締役社長に橋本正博が就任、石田明は代表取締役会長選任
- 2006年 グループ最大の研究開発拠点「ホワイトカンバス洛西」を開設。女性社員が中心となって内装デザインを行い、日経オフィス大賞奨励賞を受賞。
- 2006年 半導体機器事業の一部を分社化、米国アプライドマテリアルズ社とジョイントベンチャー「SOKUDO」を設立。
- 2006年 滋賀県彦根事業所に第2の300ミリウエハ対応半導体製造装置生産工場、第8世代対応液晶ディスプレー製造装置の生産工場を建設。
- 2008年 彦根事業所内に半導体製造プロセスの研究センターとして「プロセス技術センター」開設。
- 2008年 3月15日 彦根事業所敷地内に近江鉄道多賀線スクリーン駅を新設。
- 2009年 株式会社SOKUDO（現・株式会社SCREENセミコンダクターソリューションズ）を子会社化する。
- 2011年 東京都江東区に「ホワイトカンバス MON-NAKA」を開設。
- 2014年 持株会社体制に移行。
- 2015年 小森コーポレーションと米国における戦略的事業契約の締結を発表。
- 2016年 アルファメッドサイエンティフィック株式会社（大阪府茨木市）を買収。
- 2016年 知的財産管理の専門子会社、株式会社SCREEN IP ソリューションズを設立。
- 2016年 枚葉式洗浄装置「SU-3300」を発売。
- 2017年 有機ELパネルの製造に特化した装置を開発。第1弾として第6世代対応塗布現像装置「SK-E1500G」「SK-E1500H」の販売を開始。
- 2018年 ディスプレー製造装置および成膜装置の新たな生産工場「CS-２」が彦根事業所内に完成。
- 2019年 彦根事業所に半導体製造装置の新たな生産工場S3-3（エス・キューブ スリー）が完成。
- 2019年 代表取締役 取締役社長 最高経営責任者（CEO）に廣江敏朗が就任。
- 2020年 創薬・再生医療研究をサポートする細胞形態解析イメージングシステムの「Cell3iMager duos2」を開発。
- 2020年 薬液洗浄とブラシ洗浄の機能を併せ持つハイブリッドタイプのウエハー裏面洗浄装置「SB-3300」を開発。
- 2022年 東京証券取引所の市場区分の見直しにより、東京証券取引所の市場第一部からプライム市場に移行。
- 2025年 彦根事業所に水素関連部材の製造を担う「S3-5（エス・キューブ ファイブ）」が完成。
- 2025年 代表取締役 取締役社長 最高経営責任者（CEO）に後藤正人が就任。廣江は代表取締役会長に選任。

### 持株会社体制
2014年10月1日付で株式会社SCREENホールディングスに商号変更し、半導体機器事業を株式会社SCREENセミコンダクターソリューションズ（株式会社SOKUDOを商号変更）へ会社分割により承継。11月1日付で計測機器事業を株式会社SCREENセミコンダクターソリューションズへ、印刷関連機器およびプリント基板関連機器事業を株式会社SCREENグラフィックアンドプレシジョンソリューションズへ、FPD機器事業およびその他装置関連事業を株式会社SCREENファインテックソリューションズへ、製造支援および製造請負業務を株式会社SCREENマニュファクチャリングサポートソリューションズへ、シェアードサービス業務を株式会社SCREENビジネスサポートソリューションズへ、それぞれ会社分割により承継。
2016年10月1日付で知的財産管理業務を株式会社SCREEN IP ソリューションズへ会社分割により承継。
2017年4月1日付で株式会社SCREENグラフィックアンドプレシジョンソリューションズを株式会社SCREENグラフィックソリューションズに商号変更し印刷関連機器事業に特化。プリント基板関連機器事業を株式会社SCREEN PE ソリューションズへ会社分割により承継。

## 日本国内グループ企業
- HDグループ (SCREENホールディングス傘下のグループ企業）
  - 株式会社SCREENクリエイティブコミュニケーションズ
  - 株式会社SCREENロジスティクス
  - 株式会社SCREENシステムサービス
  - 株式会社SCREENビジネスエキスパート
  - 株式会社SCREENキャリアサービス
  - アルファメッドサイエンティフィック株式会社
  - 株式会社イー・エム・ディー
  - 株式会社AFIテクノロジー
  - 京ダイアグノスティクス株式会社

- SPEグループ (SCREENセミコンダクターソリューションズ傘下のグループ企業)
  - 株式会社SCREENセミコンダクターソリューションズ
  - 株式会社SCREEN SPE テック
  - 株式会社SCREEN SPE サービス
  - 株式会社SCREEN SPE ワークス
  - 株式会社SCREEN SPE クォーツ
  - 株式会社SCREEN SPE プラスティックプレシジョン
- GAグループ (SCREENグラフィックソリューションズ傘下のグループ企業)
  - 株式会社SCREENグラフィックソリューションズ
  - 株式会社SCREEN GP ジャパン
  - 株式会社SCREEN GP サービス東日本
  - 株式会社SCREEN GP サービス西日本
- FTグループ (SCREENファインテックソリューションズ傘下のグループ企業)
  - 株式会社SCREENファインテックソリューションズ
  - 株式会社SCREENフェバックス
- PEグループ (SCREEN PE ソリューションズ傘下のグループ企業)
  - 株式会社SCREEN PE ソリューションズ
  - 株式会社SCREEN PE エンジニアリング
- ASグループ (SCREENアドバンストシステムソリューションズ傘下のグループ企業)
  - 株式会社SCREENアドバンストシステムソリューションズ
  - 株式会社SCREEN ICT ソフトウエア
- IPグループ
  - 株式会社SCREEN IP ソリューションズ

## 関連会社
- マイザ株式会社（2017年7月1日付でソースネクスト株式会社に吸収合併された。）
- 現在、関連会社に位置づけられていないが、株式会社写真化学は、当社を分離する前の石田旭山印刷を発祥としており、当社同様、石田家が経営に関わっている。